# Kyle Murphy
Kyle Murphy (5 de octubre de 1991) es un ciclista estadounidense.
Debutó como profesional en 2015 con el equipo Lupus Racing Team y fue stagiaire al final de la temporada del conjunto Caja Rural-Seguros RGA. Para la temporada 2016 fichó por el conjunto Team Jamis.

## Palmarés
2021
- 3.º en el Campeonato de Estados Unidos en Ruta
- 2 etapas de la Vuelta a Portugal

2022
- Campeonato de Estados Unidos en Ruta

## Equipos
- Lupus Racing Team (2015)
- Caja Rural-Seguros RGA (stagiaire) (2015)
- Team Jamis (2016)
- Cylance Cycling (2017)
- Rally/HPH (2018-2022)
  - Rally Cycling (2018)
  - Rally UHC Cycling (2019)
  - Rally Cycling (2020-2021)
  - Human Powered Health (2022)
- L39ION of Los Angeles (2023-2024)